# Kramkówka Mała
Kramkówka Mała – wieś w Polsce położona w województwie podlaskim, w powiecie monieckim, w gminie Goniądz.
Wierni kościoła rzymskokatolickiego należą do parafii Matki Boskiej Anielskiej w Downarach.

## Historia
W czasach Królestwa Polskiego Kramkówka Mała istniała jako wieś szlachecka należąca do gminy Przytulanka położonej w pow. białostockim, a następnie do guberni grodzieńskiej osadzona na 498 dziesięcinach z tego 318 było własnością Niedźwieckich. Należała do parafii goniądzkiej, a od roku 1925 do parafii MB Anielskiej w Downarach.
Według spisu ludności z 30 września 1921 w Kramkówce Małej zamieszkiwało ogółem 195 osób z czego mężczyzn – 88, kobiet – 107. Budynków mieszkalnych było 35, a w folwarku 17 osób (mężczyzn 6, kobiet 11). Posiadłość ziemską miała tu Maria Kopytyńska (75 mórg) i Maria Suzanowicz (93).
W latach 1975–1998 miejscowość administracyjnie należała do województwa łomżyńskiego.